# ドナルドダック党
ドナルドダック党（ドナルドダックとう、スウェーデン語: Kalle Anka-partiet、英語: Donald Duck Party）は、ウォルト・ディズニー・カンパニーのキャラクターであるドナルドダック（スウェーデン語: Kalle Anka）にちなんで命名された、スウェーデンの政党。選挙記録上では存在するが、実在はしていない。
スウェーデンの選挙ルールでは、自書式投票において架空の政党に投票された場合は無効票となるが、選挙結果としてはどのような名前が書き込まれたか詳細に公表される仕組みである。実在しない政党であるにもかかわらず、総選挙において毎回得票がある。なお、総選挙ではドナルドダック党だけではなく、ドナルドダック本人も票を得ている。
ドナルドダック党とは、単に既成政党に投票する気のない人達が勝手に投票用紙に書きこむだけの存在である。しかし、集計上はスウェーデンにおいて9番目に人気のある「政党」である。一時期は、選挙ルール改正により2006年までに架空の政党への投票が禁止されるとも報じられたが、その後も選挙ルール改正がされないままである。ドナルドダック党は得票を続け、その票数は公表されている。

## 近年の選挙結果
2002年9月15日の総選挙では、有効投票530万3212票のうち10票を獲得した。
2006年9月17日の総選挙では、「ドナルドダック党」の綴りのバリアントや「ドナルドダック」など、全ての表記を合算した結果、225票を獲得した。これは議席獲得を目指して40もの政党が争った中、21番目に多い得票であった。得票は全て記入投票であった。
2010年9月19日の総選挙では167票を獲得している（「ドナルドダック」を除けば122票）。
2014年9月14日の総選挙では133票を獲得。